# Carol A. Mutter

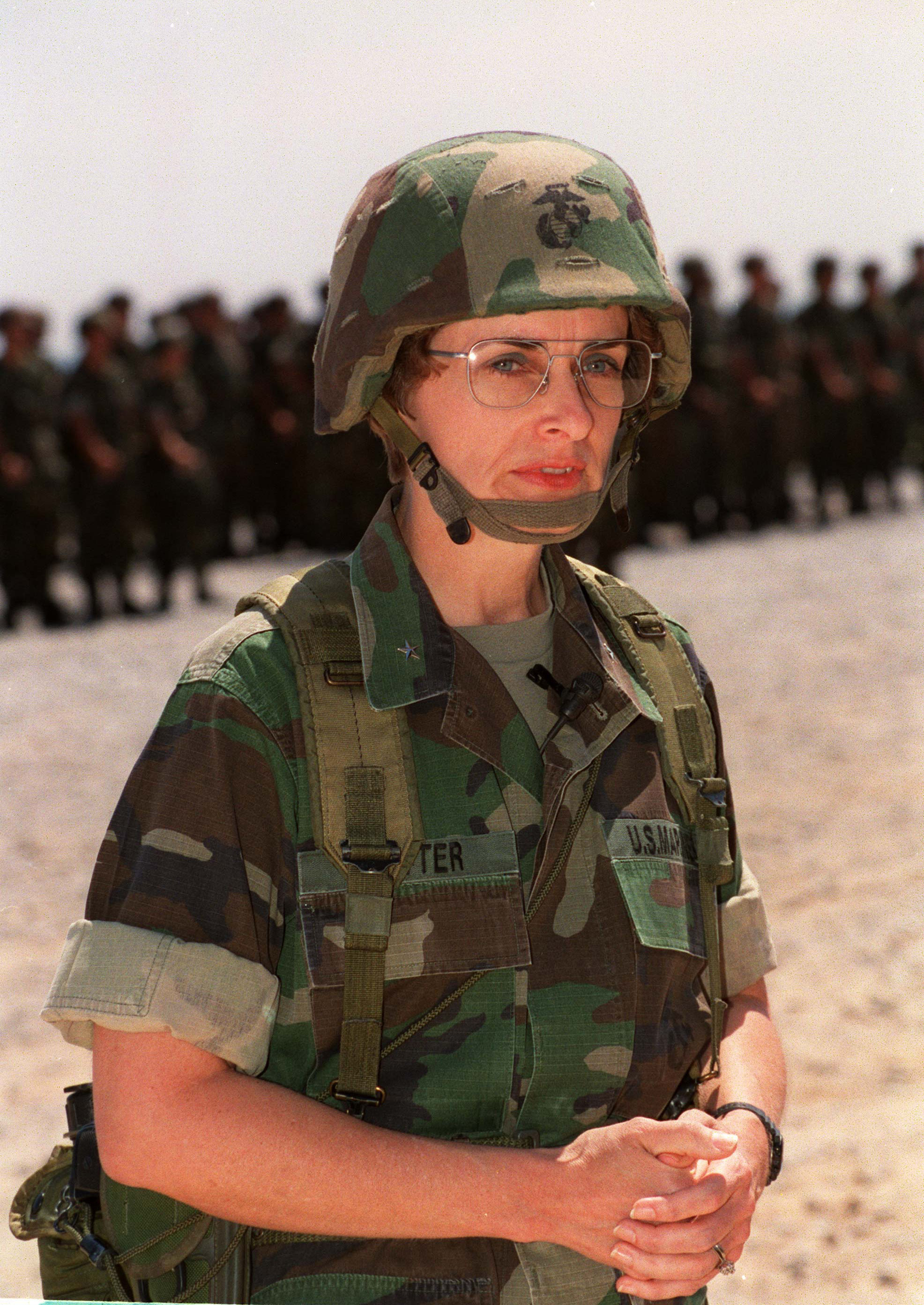
Carol A. Mutter als Brigadegeneral (1994)

Carol A. Mutter (* 17. Dezember 1945 in Greeley, Colorado) ist ein ehemaliger Lieutenant General des United States Marine Corps.
Mutter war die erste Frau, die in den Rang eines Generalmajor innerhalb des Marine Corps berufen wurde und in Folge die erste Frau im Rang eines Generalleutnants innerhalb der gesamten Streitkräfte der Vereinigten Staaten.
Mutter studierte an der University of Northern Colorado Mathematik. Nach dem Studium trat sie 1967 in das Marine Corps ein. Mutter war u. a. als Ausbilderin und Platoon-Kommandantin tätig. Später war sie die erste Frau, die den Posten des Space Director innerhalb des US Space Command übernahm und auch ein taktisches Kommando als stellvertretender Stabschef der III. Marine Expeditionary Force innehatte. 1999 trat sie vom aktiven Dienst zurück.
Danach arbeitet sie noch in verschiedenen Kommissionen, u. a. in der American Battle Monuments Commission.

## Auszeichnungen (Auswahl)
- Navy Distinguished Service Medal
- Defense Superior Service Medal
- Aufnahme in die National Women’s Hall of Fame